# たけのこの里

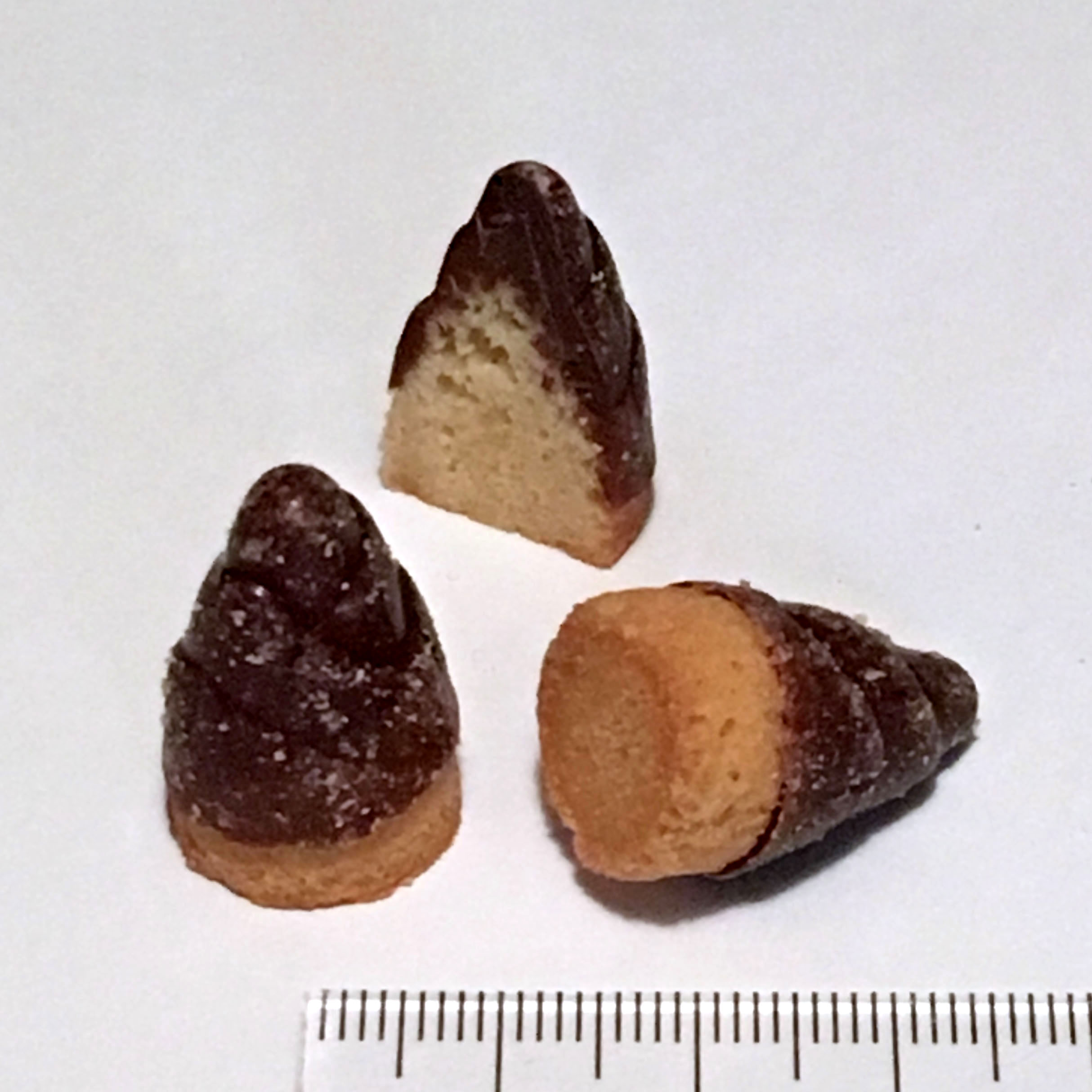
たけのこの里

たけのこの里（たけのこのさと）は、株式会社明治が1979年から製造・販売しているチョコレートスナック菓子。長さ2センチほどのタケノコ型をしており、クッキーの芯の頭をチョコレートが覆っている。先行姉妹品に「きのこの山」がある。

## 歴史
1975年に発売された「きのこの山」に続いて、1979年に発売を開始した。2003年に「きのこの山」とともにチョコレートが2層になった。
2008年（平成20年）に新たなキャラクターとして「きのこの山」に「きの山さん」が登場すると、「たけのこの里」にも翌2009年（平成21年）に「たけ里ブラザーズ」が登場した。

## 形状

### 特徴
2019年のプレスリリースによると「きのこの山」は「サクサクとしたクラッカーを組み合わせた」となっているのに対し、「たけのこの里」は「サクサクの味わいクッキーを組み合わせた」と説明されている。
なお、きのこの山と比べ、内容量は若干少ない。きのこの山に比べ、一粒のチョコレートの量は若干少ない。

### 立体商標
2021年7月21日、たけのこの里の菓子の形状が立体商標として登録された。この菓子を巡っては立体商標制度が導入された1997年に当時の明治製菓がきのこの山と共に申請していたが、両方とも特許庁に拒絶された。しかし、2017年にきのこの山の形状が商標登録として認められたことを踏まえて、明治はテレビCMや新聞広告に加えて、アンケート調査で89％の回答者が「たけのこの里」の形状だけで商品名を回答した結果を添付した上で2018年5月に再度申請した結果、全国的な認知度があるとして、特例として認められた経緯がある。
「きのこの山」や「たけのこの里」での形状のみでの立体商標登録などにより、明治は2022年に令和4年度知的財産権制度活用優良企業等表彰（知財功労賞特許庁長官表彰）を受賞した。

## パッケージ
- 箱の外側には竹やぶのある農村風景が描かれているほか、「ここらでひといき」というサブタイトルなどもつけられている。

## 期間限定商品等
- 期間限定商品も発売され、またその他の限定品も作られることがある。
  - 例えば「きのこの山・たけのこの里 国民総選挙2018」でたけのこ党が勝利したのを受け、「たけのこの里 吉田沙保里もとろけるキャラメル味」が2018年12月に新発売され、そのパッケージには「祝 たけのこ党勝利」と書かれた[5][6]。
  - 一般販売ではないが、2016年には抽選でチョコとクッキーに分けた「チョコだけのこの里」「クッキーだけのこの里」が当たるキャンペーンが実施されたことがある[7][8]。

## 日本国外での販売
- きのこの山と同様、アメリカでは名称とパッケージデザインを変えて販売しており、たけのこの里は『CHOCOCONES(チョココーンズ)』という名前で販売されていた。パッケージデザインは日本版に比べ大人向けのデザインとなっている。（同社のアーモンドチョコレートに似たパッケージ）。日本国内で製造したものの輸出品である[9]。2016年にアメリカでの販売を終了し、現在では日系やアジア系のスーパーで日本向けの商品が販売されている[10]。
- 中国語では、「竹筍里」「竹筍村」「竹笋里」「竹笋乡」などと訳される。

## きのこの山・たけのこの里の森
2023年（令和5年）7月に明治ホールディングスと岐阜県、関市などが森林づくりの協定を締結し、2024年（令和6年）5月11日に岐阜県関市の寺尾ケ原千本桜公園内に「きのこの山・たけのこの里の森～明治グループ自然保全区」を設置した。